# Sônia Gumes Andrade
Sônia Gumes Andrade (Caetité, 1928 — Salvador, 11 de outubro de 2022), foi uma médica patologista brasileira.
Pioneira na área da parasitologia, Sônia recebeu vários prêmios e títulos científicos ao longo da carreira, como o de professora emérita da Faculdade de Medicina da Bahia da Universidade Federal da Bahia.

## Biografia
Sônia nasceu em Caetité, na Bahia, em 1928. Era a filha mais velha de três irmãs da escritora Marieta Lobão Gumes e de Huol Gumes. Era neta de João Gumes, pioneiro do jornalismo sertanejo. Mudou-se em 1941 para a capital baiana por instância da avó materna, a professora Maria Teodolina Neves Lobão; em Salvador conclui a formação básica no Ginásio da Bahia vindo em 1948 a cursar, ainda com o apoio avoengo, a Faculdade de Medicina (que, mais tarde, seria incorporada pela Universidade Federal da Bahia) concluído em 1953.
Em 1953 casou-se com também médico Zilton Andrade, com quem teve seis filhos e realizou uma parceria nos estudos patológicos.
Notabilizou-se pelo estudo de doenças parasitárias, especialmente na doença de Chagas, propondo num trabalho original em que propôs a classificação das cepas do protozoário, em 1970 e, nas décadas seguintes evoluindo para o campo da patologia experimental e em estudo das doenças autoimunes e seu tratamento.
Realizou pesquisas e estágios em vários centros, como a Universidade Cornell, Case Western Reserve University ou Institutos Nacionais da Saúde, fazendo seu doutorado pela UFBa (1984-1986) e pós-doutorado no Instituto Pasteur de Lião (1986-1987).
Foi professora de Anatomia Patológica e Medicina Legal da Faculdade de Medicina, havendo ingressado na UFBa em 1973 e, de 1975 a 1995, lecionou na pós-graduação (mestrado e depois também doutorado) que coordenou de 1975 a 1995, ano em que se aposentou.
Publicou mais de cento e vinte artigos científicos em revistas do Brasil e estrangeiras. Integrou o comitê assessor do Conselho Nacional de Desenvolvimento Científico e Tecnológico (1986-1987) e recebeu várias premiações de instituições como a Sociedade Brasileira de Patologia (1987), Fundação Oswaldo Cruz (2000) ou da Assembleia Legislativa do Estado da Bahia (2008), fazendo parte de várias instituições médicas como a Academia de Medicina da Bahia ou a Fiocruz.

## Morte
Sônia morreu na capital baiana em 11 de outubro de 2022, aos 94 anos. Ela foi sepultada no mesmo dia, no Cemitério Jardim da Saudade.